# 麥克米倫維爾 (亞利桑那州)
麥克米倫維爾（英語：McMillenville）是位於美國亞利桑那州希拉縣的一個非建制地區。該地的面積和人口皆未知。

## 地理
麥克米倫維爾的座標為33°33′17″N 110°40′44″W / 33.55472°N 110.67889°W，而該地的平均海拔高度為1354米（即4442英尺）。